# Alfa Romeo 1000 Abarth GT Bertone Coupé
L'Abarth-Alfa Romeo 1000 GT Coupé è un prototipo realizzato dall'Abarth in collaborazione con Alfa Romeo nel 1958.

## Sviluppo
Il progetto della vettura venne realizzato per portare sul mercato una berlinetta sportiva che recasse il marchio della casa del biscione. Per questo motivo l'industria milanese si rivolse a Carlo Abarth per la sua realizzazione, in quanto durava da due anni un accordo di collaborazione con lui. Il progetto non fu poi portato in produzione di serie dopo un iniziale presentazione al salone automobilistico di Torino in quanto l'ingegnere italo-austriaco divenne partner della Fiat.

## Tecnica
Il telaio di tipo tubolare della vettura venne sviluppato da Mario Colucci, mentre il propulsore derivò da quello impiegato sull'Alfa Romeo Giulietta 1300, così come il cambio, la trasmissione e l'impianto frenante. Il motore venne però elaborato con nuove componenti sportive, facendogli ottenere una potenza di 88 cv. Il design della carrozzeria venne affidata alla Bertone, la quale la fece disegnare da Franco Scaglione.

## La versione tedesca
Il prototipo della "1000 GT Coupé" andò distrutto nel 1959, durante alcuni test condotti sulla pista dell'AVUS, a causa dello scoppio di uno pneumatico. Il relitto della vettura venne lasciato a Herbert Schulze, concessionario Alfa Romeo di Berlino, che poche settimane dopo lo affidò allo stilista Luigi Colani per far realizzare una nuova carrozzeria in vetroresina, con sostanziali modifiche estetiche nella parte posteriore. Il telaio tubolare venne mantenuto e, invece, sostituito il propulsore con un motore "Giulietta" di 1300 cc. Anche nel nuovo allestimento il prototipo non ebbe seguito produttivo.